# Imperi Llatí
L'Imperi Llatí o Imperi Llatí de Constantinoble (llatí: Imperium Constantinopolitanum) fou un estat titella de la República de Venècia fundat pels llatins a Constantinoble el 1204 en territoris que havien estat arrabassats a l'Imperi Romà d'Orient en la Quarta Croada i repartits en un tractat posterior. Malgrat que reivindicava la sobirania sobre totes les terres romanes i intentava controlar els seus estats vassalls de Grècia, durant la major part de la seva història fou incapaç de projectar la seva autoritat més enllà de l'est de Tràcia i parts de Bitínia.
Balduí de Flandes en fou elegit el primer emperador. Les seves victòries inicials sobre els romans a Pemanè i Adramítion no impediren que les coses aviat es torcessin i sumissin l'imperi en un estat de precarietat del qual ja no sortiria en tota la seva breu existència. Enfrontats amb Bulgària per la possessió de territoris romans que cada part reclamava per a si mateixa, l'abril del 1205 els llatins patiren una derrota aclaparadora a mans del tsar Kaloian prop d'Adrianòpolis, en la qual caigué pres el mateix Balduí. La sort de l'emperador fou un misteri fins que tres mesos després se sabé que havia mort en captivitat. Li succeí el seu germà Enric.
El primer repte d'Enric fou sufocar la rebel·lió del Regne de Tessalònica, tasca que li impediria centrar la seva atenció en les amenaces exteriors fins al 1210. Quan finalment aconseguí reprimir la revolta, l'Imperi de Nicea i el Despotat de l'Epir, dos dels estats successors de l'Imperi Romà d'Orient, ja havien tingut oportunitat de consolidar-se. Ajudat per les baixes que havien patit els nicens en el seu triomf sobre els turcs seljúcides en la batalla d'Antioquia del Meandre uns mesos abans, els vencé en la batalla del Ríndac. El Tractat de Nimfèon del 1214 atribuïa la costa nord-occidental d'Anatòlia als llatins. Enric perí el 1216 sense un clar successor.

## Antecedents

L'Imperi Romà d'Orient disgregat després de la IV Croada en l'Imperi Llatí, l'Imperi de Nicea, l'Imperi de Trebisonda i el Despotat de l'Epir. Les fronteres són molt incertes.

La Quarta Croada fou promoguda pel papa Innocenci III amb la intenció originària d'alliberar Terra Santa mitjançant una invasió des d'Egipte. Per contra, l'abril del 1204, els croats occidentals catòlics acabaren conquerint Constantinoble, l'epicentre dels cristians ortodoxos, i derrocant l'Imperi Romà d'Orient. La Quarta Croada fou l'acte final que segellà irremeiablement el Gran Cisma d'Orient entre l'Església Ortodoxa i Església Catòlica Romana.
Segons la prearranjada Partitio terrarum imperii Romaniae, l'imperi es distribuïa entre la República de Venècia i els líders de la croada, i s'establia l'Imperi Llatí.
Balduí de Flandes en fou elegit el primer emperador per un comitè de dotze electors (sis de venecians i sis d'altres). Bonifaci I de Montferrat no fou elegit perquè els venecians pensaven que tenia massa connexions amb l'anterior imperi perquè el seu germà Renyer havia estat casat amb Maria Comnena, emperadriu els anys 1170 i el 1180. Bonifaci va establir-se com a vassall al Regne de Tessalònica i s'apoderà de Creta, que acabà venent el 1204 als venecians.
La majoria del territori va romandre en mans d'estats rivals dirigits per aristòcrates de l'antic imperi, els dos principals sent el Despotat de l'Epir a l'oest de Grècia, reclamat per Miquel Comnè i l'Imperi de Nicea a l'oest d'Àsia Menor sota Teodor Làscaris, mentre amb l'ajuda de Tamara de Geòrgia Aleix Comnè establia l'Imperi de Trebisonda a la regió del Pont.

## Història
El nom llatí de l'emperador era Imperator Romaniae. El nom no té res a veure amb la Romania actual; és la forma llatina del títol d'emperador romà d'Orient, a qui l'emperador llatí esperava reemplaçar. L'Imperi Romà d'Orient mai no es va dir així i el títol de l'emperador era βασιλεύς Ῥωμαίων, (Vassilevs Roméon) o emperador dels romans, ja que aquests es veien com a continuadors de l'antic Imperi Romà. Açò va produir el curiós efecte que a Europa existien alhora tres imperis «romans», el tercer dels quals era el Sacre Imperi Romanogermànic.
Les victòries inicials de Balduí de Flandes sobre els romans d'Orient no impediren que les coses aviat es torcessin i sumissin l'imperi en un estat de precarietat del qual ja no sortiria en tota la seva breu existència, enfrontat amb el Segon Imperi Búlgar per la possessió de territoris romans que cada part reclamava per a si mateixa. La resistència romana a la conquesta llatina a Àsia va començar gairebé immediatament sota el lideratge de Teodor Làscaris, gendre de l'emperador Aleix III Àngel, i el seu germà Constantí, a l'Epir, Miquel Comnè Ducas es va instal·lar com a governant autònom i els germans Aleix i David Comnè s'havien independitzat formant l'Imperi de Trebisonda amb el suport de Tamara de Geòrgia.

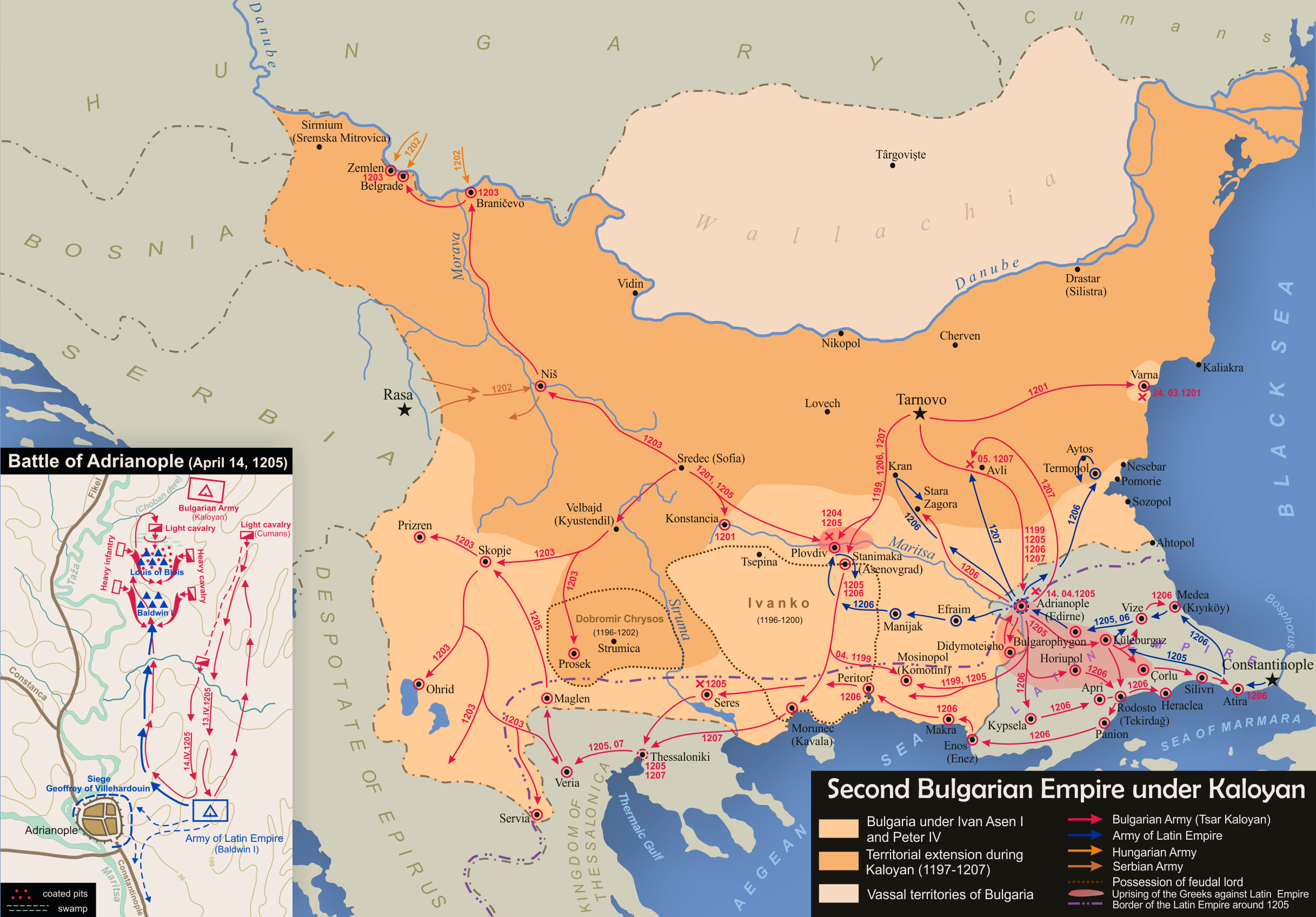
campanyes de Kaloian de Bulgària

David Comnè, després de conquerir les ciutats del Pont per Trebisonda, va enviar el seu general Sinadè a ocupar la ciutat de Nicomèdia, que havia estat evacuada per l'Imperi Llatí, i Teodor va caure sobre el flanc del seu enemic amb total sorpresa però no va poder forçar la frontera occidental de David perquè Terri de Loos va apoderar-se de Nicomèdia. Els croats van capturar la major part de Bitínia el 1205 amb la derrota de les forces de Teodor a Pemanè i Adramítion, que fou presa per l'exèrcit d'Enric de Flandes. El territori de Nicea va pertocar com a feu a Lluís I de Blois però quan Kaloian de Bulgària va atacar Tràcia, Lluís va haver d'anar en ajut de Balduí i va morir en la batalla d'Adrianòpolis el 1205, en la que Balduí fou capturat i els búlgars van aconseguir el control de la major part de Tràcia tret de diverses ciutats més grans que Kaloian volia capturar, mentre Teodor li va prendre Bitínia i va absorbir els territoris de Saba Asidè a la regió de Sampson, Manuel Maurozomes a Frígia i Teodor Mangafàs a Filadelfia.
El Peloponès es va sotmetre a Miquel Ducas, i Tebes i Atenes foren constituïdes en una baronia depenent del rei de Tessalònica, concedida a Odó I de la Roche, i Negrepont fou donada a Jaume d'Avesnes. El juny de 1205 Kaloian va traslladar el teatre de les accions militars cap al sud-oest cap al Regne de Tessalònica, els dominis de Bonifaci I de Montferrat, vassall de l'Imperi Llatí, prenent Serres, i Filipòpolis. Entretant Bonifaci havia concedit a Guillem de Champlitte el dret de conquerir el Peloponès, que en aquell temps anomenaven Morea, que segons la Partitio terrarum imperii Romaniae corresponia als venecians, els quals només van mostrar interès a ocupar unes poques ciutats portuàries. Després de derrotar Miquel Comnè Ducas a la batalla de l'olivar de Cuntures, Guillem de Champlitte va establir el Principat d'Acaia com a vassall de Tessalònica, reconegut pel papa Innocenci III el novembre de 1205 i només se li resistia el petit territori que controlava Lleó Esgur a la fortalesa de l'Acrocorint, on va quedar assetjat, amb Argos i Nàuplia.
A la tardor de 1205 Terri de Termonde i Terri de Loos van intentar reagrupar a Rúsion les restes de l'exèrcit croat derrotades a Adrianòpolis, on foren derrotats pels búlgars el gener de 1206 i els comandants croats morts. Els supervivents es reagruparen a Rodostó, on hi havia un destacament venecià, però de nou foren derrotats al febrer.
Enric I de Flandes, regent de l'Imperi Llatí va llançar una contrainvasió contra Bulgària al juny però no va poder capturar ni Adrianòpolis ni Demòtica.

### Enric I de Flandes
Mort Balduí de Flandes en captiveri, Enric I de Flandes fou coronat emperador el 20 d'agost de 1206. Bonifaci I de Montferrat va recuperar Serres per al Regne de Tessalònica i Kaloian de Bulgària va aliar-se amb Teodor Làscaris, en guerra contra l'emperador de Trebisonda David Comnè, aliat dels llatins i va envair Tràcia, obligant Enric a retirar les seves tropes d'Àsia Menor. Enric va concloure una treva amb Làscaris el juliol de 1207 i Kaloian va morir durant el setge de Tessalònica.

Grècia el 1210

Enric desitjava ampliar el seu territori a l'Àsia Menor a costa de l'imperi de Nicea. El 1211, només un petit enclavament al voltant de Pigas romania en mans llatines, i aprofitant les pèrdues patides per l'exèrcit de Nicea contra el Soldanat de Rum a la batalla d'Antioquia del Meandre, Enric va desembarcar amb el seu exèrcit a Pigas i va marxar cap a l'est fins al riu Rindac. La victòria llatina a la batalla del Ríndac va ser aclaparadora i després de la batalla, Enric va marxar sense oposició fins a Nimfèon. Tres anys més tard el Tractat de Nimfèon va reconèixer el seu control de la major part de Bitínia i Mísia.
El 1215 el papa Innocenci III va convocar el Concili del Laterà IV en què considerava les esglésies romana i grega de l'Imperi Llatí com una sola i reconeixia Enric com a emperador; el papa va declarar Constantinoble la segona seu del cristianisme després de Roma.
El 1216 Enric va iniciar preparatius per la guerra contra el seu antic aliat, el dèspota de l'Epir i Etòlia, Teodor Comnè, però va morir sobtadament abans de començar les hostilitats. La seva mort es produí en circumstàncies estranyes, alguns pensen que fou produïda per una malaltia, d'altres que fou enverinat per la seva dona o per Hubert de Biandrate, governador de Tessalònica que ell havia fet fora; de les tres hipòtesis la tercera sembla la menys probable.

### Pere de Courtenay
Hi va haver grans dificultats per trobar un successor per Enric i l'assumpte va ser portat davant del nou papa Honori III, que va donar dret a Pere II de Courtenay, comte d'Auzerre, que podia reclamar els drets de la seva esposa Violant de Flandes, germana de Balduí i Enric. El mateix papa el va consagrar l'abril de 1217 a la Basílica de San Lorenzo fuori le mura, perquè no hi hagués cap vulneració de la prerrogativa, reconeguda al Patriarca de Constantinoble, de consagrar emperadors.
Pere que va embarcar amb un exèrcit de 160 cavallers i 5.500 soldats aportat en bon part pels venecians a canvi de conquerir Dirràquion, que Teodor Comnè havia ocupat tres anys abans. Va arribar a Dirràquion el 1216 però la ciutat va resistir el setge, va haver de renunciar a la conquesta i els venecians es van retirar. Pere va pactar amb Teodor la renuncia a més operacions militars a canvi del lliure pas pel seu territori passant per l'antiga Via Egnatia fins a Tessalònica, creuant Albània i la regió occidental de Macedònia, però Teodor va incomplir el pacte i el va fer caure en un parany a un congost prop d'Elbasan, essent fet presoner juntament amb altres incloent-hi el llegat papal. El papa Honori III va amenaçar d'enviar una croada contra ell i els contingents es van començar a aplegar a Ancona a finals del 1217 mentre els venecians es preparaven per atacar Dirràquion. El març del 1219 Teodor va alliberar el legat papal de Giovanni Colonna i va prometre lleialtat al papa. Aquest va desmuntar la croada i va prohibir al duc de Venècia fer cap acció contra Teodor, refiant que així alliberaria els altres captius.

### Violant de Flandes
Pere II de Courtenay no fou alliberat i va morir captiu, probablement abans del setembre del 1219 i va ser succeït pel seu fill, Robert de Courtenay, el 1318, quedant com a regent Violant de Flandes. Amb la mort de Pere de Courtenay, el Regne de Tessalònica i l'Imperi Llatí quedaven en mans de regents femenines. La vídua de Pere va arranjar el matrimoni de la seva filla Agnès amb l'hereu del Principat d'Acaia, Jofre II de Villehardouin i va assegurar la frontera oriental del seu imperi oferint la seva filla Maria de Courtenay en matrimoni a Teodor I Làscaris, que acabava d'enviudar per segona vegada. Violant va morir el 1219.

### Robert de Courtenay
Per la renúncia de Felip II de Namur, el seu germà Robert de Courtenay va ser escollit emperador llatí. Robert seguia a Namur i no va arribar a Constantinoble fins al 1221 pel que de fet durant dos anys més no hi va haver emperador present i el govern el va exercir, com a regent, Conon de Béthune. Va ser coronat emperador el 25 de març de 1221, enmig d'un bon nombre d'enemics. Robert es va desinteressar del govern i no va treure profit de les rivalitats entre el despotat de l'Epir i l'Imperi de Nicea.
Coronat emperador el 25 de març de 1221, la primera pèrdua de Robert va ser el Regne de Tessalònica, tret de la seva capital, el 1222 davant Teodor I Àngel-Comnè Ducas de l'Epir. Preocupat per la situació, el papa Honori III va demanar una croada per a la defensa de Tessalònica. L'emperador alemany Frederic II va enviar alguns soldats en 1223 però l'atac de Joan III Vatatzes de Nicea va obligar a retirar aquestes tropes. Teodor va ocupar llavors Adrianòpolis i part de Tràcia. Mentrestant els seus soldats ja s'acostaven a Constantinoble, però va haver d'abandonar en arribar-li la notícia que Guillem VI de Montferrat havia desembarcat a Tessàlia. L'imperi de Robert va patir una altra derrota davant l'imperi de Nicea a la batalla de Pemanè en 1224, i quan es va conèixer la derrota, l'exèrcit imperial llatí que assetjava Serres al Despotat de l'Epir es va retirar en caos en direcció a Constantinoble i va ser derrotat decisivament i a finals de 1224 Teodor va entrar a Tessalònica. Amenaçat tant per Nicea a Àsia com per l'Epir a Europa, l'emperador llatí va demanar la pau a Joan III Ducas Vatatzes, que es va concloure el 1225 per la qual els llatins van abandonar totes les seves possessions asiàtiques excepte la riba oriental del Bòsfor i la ciutat de Nicomèdia amb la regió circumdant.
Menyspreat pels seus barons i desacreditat per la pèrdua d'Adrianòpolis, Tràcia i Bitínia, es va dedicar als plaers mundans. Va raptar la filla d'un noble de Neuville-en-Artois al seu promès i s'hi va casar en secret. El nuvi va reunir alguns barons que van irrompre en el palau per tallar-li el nas i els llavis a la jove, sense que Robert fes res per impedir-ho. Temorós per la seva seguretat, es va refugiar a Roma amb el papa Honori III, que li va retreure la conducta i li ordenà que tornés a Constantinoble. Robert va emmalaltir durant la tornada i va morir durant una escala a Morea a finals de gener de 1228.

### Balduí II de Courtenay

L'imperi Llatí i els estats fronterers en 1230, abans de la batalla de Klokòtnitsa

Balduí II de Courtenay va succeir el 1228 al seu germà Robert I de Courtenay sota la regència de Joan de Brienne. Després de la desastrosa derrota del despotat de l'Epir pel Segon Imperi Búlgar en la batalla de Klokòtnitsa de 1230, els territoris conquerits per Teodor I Làscaris als llatins es van sotmetre a Ivan II Assèn de Bulgària i els búlgars van entrar amb poca resistència a Albània i Dirràquion. Manuel, germà de Teodor, casat amb una filla d'Ivan Assèn, va agafar i conservar el poder a l'Epir, Etòlia, Acarnània i part de Tessàlia, perquè es va reconèixer vassall del tsar de Bulgària, i l'Imperi de Nicea va començar a conquerir de territoris a Grècia. L'emperador Joan III Ducas Vatatzes de Nicea va celebrar una aliança amb Bulgària, que el 1235 va donar lloc a una campanya conjunta contra l'Imperi Llatí que va assetjar Constantinoble infructuosament.

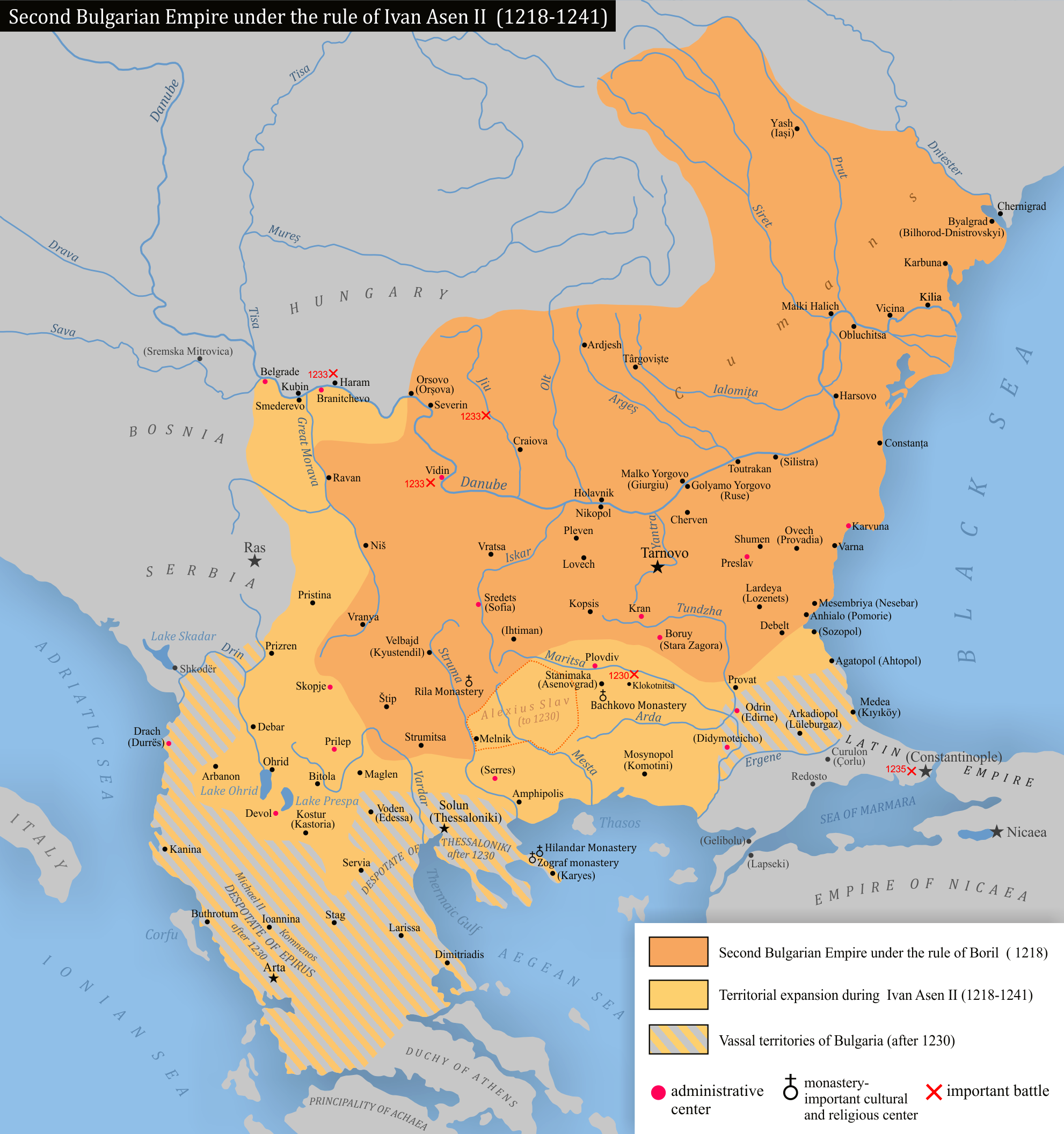
L'imperi Llatí en 1241

A principis de 1241, mentre l'Imperi Llatí assetjava la fortalesa nicena de Tzurúlon, a l'est de Tràcia, Joan III va atacar les fortaleses llatines al nord de Nicomèdia. Amb la seva flota acompanyant l'exèrcit, va capturar Dacibiza i el castell de Nicetiata, però la flota nicena es va trobar amb una flota de la República de Venècia que havia sortit de Constantinoble, i va patir una forta derrota en una batalla davant les muralles de la ciutat.
El 1247, els nicens havien envoltat amb eficàcia Constantinoble, contra les fortes muralles de la ciutat que només els mantenien a ratlla. El poder creixent de Nicea al sud dels Balcans i la intenció de Miquel VIII Paleòleg, de recuperar Constantinoble, van conduir a la formació d'una coalició en 1258 entre el dèspota de l'Epir Miquel II Comnè Ducas, Guillem II d'Acaia, i Manfred de Sicília, per prendre Tessalònica, però les rivalitats entre els epirotes i els seus aliats llatins van causar que els epirotes abandonessin els llatins la vigília de la batalla i que el fill bastard de Miquel II, Joan Ducas, es passés al bàndol nicè. Els niceus van atacar els llatins els van derrotar a la batalla de Pelagònia en 1259, mentre que molts nobles, inclòs Villehardouin, van ser fets captius marcant el principi de la fi del predomini llatí a Grècia.
El 25 de juliol del 1261, amb la majoria de les tropes llatines lluny de la campanya, el general nicè Aleix Estrategopul va trobar una entrada sense vigilància a la ciutat, hi va entrar amb les seves tropes i va restaurar l'Imperi Romà d'Orient per al seu cap, Miquel VIII Paleòleg. Els hereus de Balduí II van continuar utilitzant el títol d'emperador de Constantinoble durant un segle, i es veien com a teòrics senyors de diversos estats llatins en la mar Egea.

## Organització i societat

### Administració
L'imperi es va formar i administrar segons els principis feudals d'Europa occidental, incorporant alguns elements de la burocràcia romana d'Orient. L'emperador va ser assistit per un consell, format pels diferents barons, el Podestà venecià de Constantinoble i el seu consell de sis membres. Aquest consell tenia una veu important en el govern del regne, especialment en períodes de regència, quan el regent (moderator imperii) depenia del seu consentiment per governar. El podestà, així mateix, era un membre molt influent, essent pràcticament independent de l'emperador. Va exercir autoritat sobre els barris venecians de Constantinoble, Pera i els dominis venecians dins de l'imperi; assistit per un comitè d'oficials. El seu paper era més el d'ambaixador i vicegerent de Venècia que no pas de vassall de l'imperi. Al podestà se li va concedir el títol de governador de la quarta part i la meitat de l'imperi de Romania, i tenia dret a portar els vestits carmesí imperials com l'emperador.

### Moneda
Les fonts textuals diuen que els emperadors llatins encunyaven la seva pròpia moneda a Constantinoble, però no se n'ha trobat cap que els pugui ser atribuïda amb certesa, fet que es considera «el gran misteri de la numismàtica bizantina i de les croades». Una possibilitat és que els venecians, els veritables amos i senyors de l'imperi, haguessin imposat l'ús de les seves monedes d'or i argent als emperadors llatins, que haurien hagut de conformar-se a emetre monedes anònimes de coure. Així i tot, una llista de monedes d'or compilada per Francesco Balducci Pegolotti parla de «perpres llatines d'or» que, segons el medievalista Alan M. Stahl, en realitat haurien estat fetes d'electre, si és que existiren de debò.

## Emperadors
- Balduí de Flandes o Balduí I (1204-1205)
- Enric de Flandes o Enric I emperador (1206-1216)
- Interregne: Conon de Béthune (regent) (1216-1217)[62]
- Pere de Courtenay (1217-1219)
  - Violant de Flandes (regent) (1217-1219)[63]
- Interregne: Conon de Béthune (regent) (1219-1220)[64]
- Robert de Courtenay (1221-1228)
- Balduí de Courtenay o Balduí II (1228-1261) (mort en 1273)
  - Maria de Courtenay (regent) (1228)[65]
  - Narjot de Toucy (regent) (1228-1231)[62]
  - Joan de Brienne (regent amb títol d'emperador) (1229/1231[a]-1237)
  - Anseau de Cayot (regent) (1237-1238)[71]
  - Narjot de Toucy (regent) (1238-1239)[71]
  - Felip de Toucy. Regent durant l'absència de Balduí II (1243-1248)[72] (1251-1259)[73]

### Emperadors titulars[74]
- Balduí de Courtenay o Balduí II (1261-1273)
- Felip de Courtenay (1273-1283)
- Caterina de Courtenay (1283-1308) amb Carles de Valois (1301-1308)
- Caterina de Valois (1308-1346) amb Felip I de Tàrent (1313-1332)
- Robert de Tàrent (1346-1364)
- Felip II de Tàrent (1364-1373)
- Jaume dels Baus (1373-1383). A la seva mort va llegar els drets titulars de l'imperi a Lluís I d'Anjou, pretendent al tron de Nàpols, pero ni aquest ni els seus successors van utilitzar el títol imperial.